# توپولف ۱۲۳
توپولف تو-۱۲۳ یاسترب (Tu-123 Yastreb)، (به روسی: Ястреб ترجمه: شاهین) یکی از نخستین پهپادهای شناسایی شوروی بود که توسعهٔ آن در سال ۱۹۶۰ آغاز شد. این پهپاد که گاهی با عنوان نخست آن "DBR-1" نامیده می‌شود، در سال ۱۹۶۴ وارد خدمت فعال شد.

## طراحی و توسعه
توپولف ۱۲۳ یک هواپیمای شناسایی راهبردی بدون سرنشین فراصوت با برد بلند و در ارتفاع بالا بود که به شکلی شبیه یک دارت بزرگ بود که از نظر مفهومی تا حدودی شبیه لاکهید دی-۲۱ ایالات متحده بود. این پرنده هم دوربین و هم تجهیزات شنود را حمل می‌کرد. این پهپاد با انرژی JATO از زمین پرتاب شده و با یک موتور توربوجت پس سوز به‌نام KR-15، در حال پرواز خود نیرو می‌گرفت.
این پروژه به‌طور رسمی در ۱۶ اوت ۱۹۶۰ آغاز شد. آزمایشات کارخانه در سپتامبر ۱۹۶۱ و آزمایشات پروازی تا دسامبر ۱۹۶۳ تکمیل شد و در ۲۳ مه ۱۹۶۴ وارد خدمت شد. تولید انبوه در کارخانه شماره ۶۴ وورونژ انجام شد و از سال ۱۹۶۴ تا ۱۹۷۲ در مجموع ۵۲ فروند از آن تولید شد.

## سابقه عملیاتی
توپولف ۱۲۳ با واحدهای اطلاعاتی نیروی هوایی شوروی مستقر در مناطق نظامی مرزی غربی شوروی تا سال ۱۹۷۹ خدمت کرد. این پهپاد (از لحاظ نظری) بردی برای پوشش تمام اروپای مرکزی و غرب اروپا داشت و در تمرینات آموزشی به‌خوبی عمل کرد. با این حال، هزینهٔ راه‌اندازی و تولید و استفاده، رضایت‌بخش نبود. این موضوع، منجر به توسعه توپولف ۱۳۹ یاسترب۲ به‌عنوان یک نسخهٔ قابل استفاده مجدد که می‌توانست روی باندهای پروازی فرود بیاید شد که آن هم هرگز به تولید نرسید.
توپولف ۱۲۳ به تدریج از خدمت خارج شد و میگ ۲۵آر که نسخهٔ شناسایی فاکس‌بت بود جایگزین آن شد.

## ویژگی‌های فنی

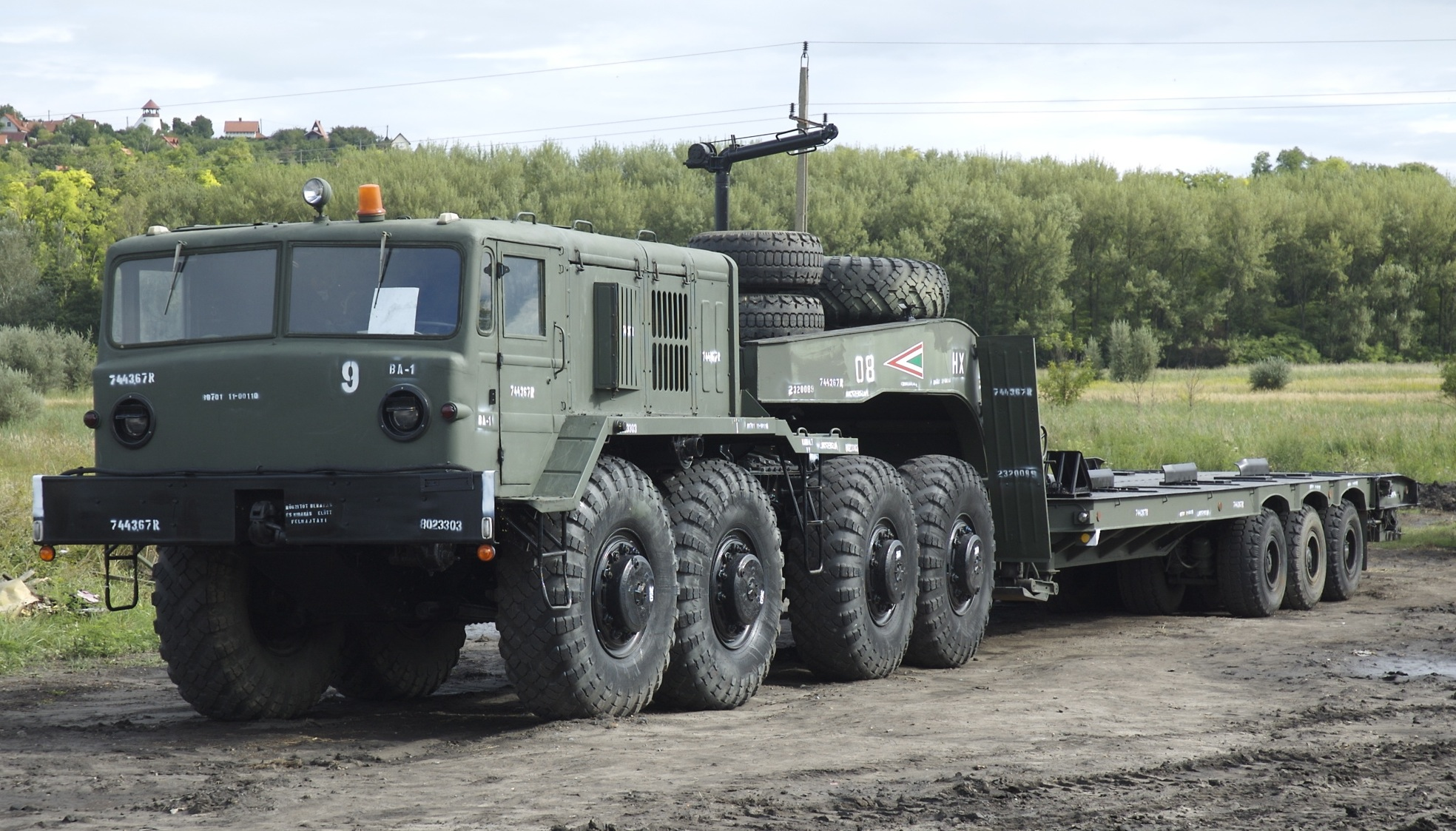
تریلر تانک MAZ-537G شوروی (با علامت مجارستانی)

ویژگی‌های عمومی
- خدمه: ندارد
- طول: ۲۷٫۸۴ متر (۹۱ فوت ۴ اینچ)
- پهنای بال: ۸٫۴۱ متر (۲۷ فوت ۷ اینچ)
- ارتفاع: ۴٫۷۸ متر (۱۵ فوت ۸ اینچ)
- وزن خالی: ۱۱٬۴۵۰ کیلوگرم (۲۵٬۲۵۰ پوند)
- وزن ناخالص: ۳۵٬۶۱۰ کیلوگرم (۷۸٬۵۲۰ پوند)
- پیشرانه: ۱ عدد  Tumansky KR-15, ۹۸٫۱ کیلونیوتن (۲۲٬۰۴۶ پوند-نیرو) thrust

عملکرد
- حداکثر سرعت: ۲٬۷۰۰ کیلومتر بر ساعت (۱٬۶۷۵ مایل بر ساعت، ۱٬۴۵۶ گره)
- بُرد: ۳٬۲۰۰ کیلومتر (۲٬۰۰۰ مایل، ۱٬۷۰۰ مایل دریایی)
- حداکثر ارتفاع: ۲۲٬۸۰۰ متر (۷۴٬۸۰۰ فوت)